# دارای‌دخت
دارای‌دخت شاعر و دختر پادشاه تخارستان (شمال افغانستان کنونی) بود. برخی منابع ادبی ، دارای‌دخت را نخستین زن شاعر پارسی‌گوی می‌دانند.
«دارا»، پادشاه تخارستان (در شمال افغانستان کنونی به پایتختی قندوز)، به‌دنبال حمله اعراب به بخش غربی ایران بزرگ، در سال ۶۵۴ میلادی (۳۳ خورشیدی) به ژاپن (جاپان) پناهنده شد. در این زمان، تمو پادشاه ژاپن بود. دخترش، دارای‌دخت، (۶۶۱ میلادی/۴۰ خورشیدی) در ژاپن  به دنیا آمد و از او به‌عنوان نخستین زن پارسی‌گوی شاعر نام برده می‌شود.

## اشعار
«گیکیو ایتو»، دو شعر (شماره‌های ۱۶۰ و ۱۶۱) از این شاعر را در  مان‌یوشو یافته است. وی پس از یافتن واژ‌گانی زردشتی به همراه یک اسم خاص در این دو شعر، تعبیر دیگری از آن‌ها ارایه کرده است که منطبق بر آموزه‌های زردشتی است.
«ایتو» به صراحت این اشعار را سوگواره نمی‌شمارد، اگرچه میرشاهی به اشتباه چنین برداشت کرده است و همچنین دو شعر را به هم‌آمیخته آورده است. شاه‌حسینی ترجمه‌ای گیراتر از دو شعر به طور جدا ارایه داده است:
شعر شمارهٔ  ۱۶۰
حتی آتش فروزان
پیام اندیشه انگیز نیکان را (مانسرَدَهمَ)
رباید و پنهان کند در انبان
آیا چنین نگویند؟

شعر شمارهٔ  ۱۶۱
ابر آبی رنگ
شاید بالاتر رود
همان ابری که
بر فراز کوه شمال
گسترده است
از ستارگان گذر کند،از ماه بگذرد
تا بالاترین آسمان.